# Torneo Nacional de Clubes 1996
El Torneo Nacional de Clubes de 1996 fue la cuarta edición del torneo organizado por la Unión Argentina de Rugby que reúne a clubes provenientes de todas sus uniones provinciales afiliadas. Se llevó a cabo entre el 5 de octubre y el 2 de noviembre de 1996.
Este fue el primer torneo disputado posterior a la Reorganización de la Unión Argentina de Rugby, un proceso que resultó en la escisión de los clubes directamente afiliados a la UAR y la subsecuente creación de la Unión de Rugby de Buenos Aires como una nueva unión provincial en su lugar. Estos clubes pasaron a competir en representación de la URBA (que mantuvo sus ocho cupos) mientras que la UAR pasó a tener un rol principalmente organizativo. 
La final se disputó en el Club Buenos Aires de San Miguel y enfrentó a Hindú y Alumni, campeón y cuarto clasificado del Torneo de la URBA de aquella temporada, respectivamente. El Elefante se impuso 22-11 y consiguió así su primer Nacional de Clubes y el segundo título en la historia del club.

## Equipos participantes
Participaron de este torneo cuarenta equipos: 8 clubes del Torneo de la URBA y 32 clubes provenientes de las otras veinte uniones provinciales. Las uniones de Córdoba, Mendoza, Rosario y Tucumán obtuvieron tres cupos cada una; las uniones de Mar del Plata, Chaco-Corrientes, San Juan y Santa Fe obtuvieron dos; y las demás un solo cupo.
| Unión de origen                           | Club                       | Ciudad                | Provincia       |
| ----------------------------------------- | -------------------------- | --------------------- | --------------- |
| Unión de Rugby de Buenos Aires 8 equipos  | Alumni                     | Tortuguitas           | Buenos Aires    |
| Unión de Rugby de Buenos Aires 8 equipos  | Atlético del Rosario       | Rosario               | Santa Fe        |
| Unión de Rugby de Buenos Aires 8 equipos  | Buenos Aires CRC           | San Fernando          | Buenos Aires    |
| Unión de Rugby de Buenos Aires 8 equipos  | CASI                       | San Isidro            | Buenos Aires    |
| Unión de Rugby de Buenos Aires 8 equipos  | Hindú                      | Don Torcuato          | Buenos Aires    |
| Unión de Rugby de Buenos Aires 8 equipos  | La Plata Rugby Club        | La Plata              | Buenos Aires    |
| Unión de Rugby de Buenos Aires 8 equipos  | Regatas Bella Vista        | Bella Vista           | Buenos Aires    |
| Unión de Rugby de Buenos Aires 8 equipos  | San Isidro Club            | San Isidro            | Buenos Aires    |
| Unión Cordobesa de Rugby 3 equipos        | Córdoba Athletic Club      | Córdoba               | Córdoba         |
| Unión Cordobesa de Rugby 3 equipos        | La Tablada                 | Córdoba               | Córdoba         |
| Unión Cordobesa de Rugby 3 equipos        | Tala                       | Córdoba               | Córdoba         |
| Unión de Rugby de Cuyo 3 equipos          | Marista                    | Mendoza               | Mendoza         |
| Unión de Rugby de Cuyo 3 equipos          | Los Tordos Rugby Club      | Guaymallén            | Mendoza         |
| Unión de Rugby de Cuyo 3 equipos          | Liceo Rugby Club           | Luján de Cuyo         | Mendoza         |
| Unión de Rugby de Rosario 3 equipos       | Duendes Rugby Club         | Rosario               | Santa Fe        |
| Unión de Rugby de Rosario 3 equipos       | Jockey Club de Rosario     | Rosario               | Santa Fe        |
| Unión de Rugby de Rosario 3 equipos       | Gimnasia y Esgrima         | Rosario               | Santa Fe        |
| Unión de Rugby de Tucumán 3 equipos       | Los Tarcos Rugby Club      | San Miguel de Tucumán | Tucumán         |
| Unión de Rugby de Tucumán 3 equipos       | Natación y Gimnasia        | San Miguel de Tucumán | Tucumán         |
| Unión de Rugby de Tucumán 3 equipos       | Tucumán Rugby Club         | Yerba Buena           | Tucumán         |
| Unión de Rugby de Mar del Plata 2 equipos | Mar del Plata Club         | Mar del Plata         | Buenos Aires    |
| Unión de Rugby de Mar del Plata 2 equipos | Pueyrredón Rugby Club      | Mar del Plata         | Buenos Aires    |
| Unión de Rugby del Noreste 2 equipos      | Aranduroga Rugby Club      | Corrientes            | Corrientes      |
| Unión de Rugby del Noreste 2 equipos      | Taragüy Rugby Club         | Corrientes            | Corrientes      |
| Unión Sanjuanina de Rugby 2 equipos       | San Juan Rugby Club        | San Juan              | San Juan        |
| Unión Sanjuanina de Rugby 2 equipos       | UNSJ                       | Pocito                | San Juan        |
| Unión Santafesina de Rugby 2 equipos      | Santa Fe Rugby Club        | Santa Fe              | Santa Fe        |
| Unión Santafesina de Rugby 2 equipos      | Universitario de Santa Fe  | Santa Fe              | Santa Fe        |
| Unión de Rugby Austral                    | San Jorge Rugby Club       | Caleta Olivia         | Santa Cruz      |
| Unión de Rugby de Formosa                 | Aguará Rugby & Hockey Club | Formosa               | Formosa         |
| Unión de Rugby de la C. del Salado        | Atlético Chascomús         | Chascomús             | Buenos Aires    |
| Unión de Rugby de Misiones                | Centro de Cazadores        | Posadas               | Misiones        |
| Unión de Rugby de Salta                   | Universitario (S)          | Salta                 | Salta           |
| Unión de Rugby del Alto Valle             | Roca Rugby Club            | General Roca          | Río Negro       |
| Unión de Rugby del Centro                 | Estudiantes de Olavarría   | Olavarría             | Buenos Aires    |
| Unión de Rugby del Oeste                  | Los Miuras                 | Junín                 | Buenos Aires    |
| Unión de Rugby del Sur                    | Sociedad Sportiva          | Bahía Blanca          | Buenos Aires    |
| Unión de Rugby del Valle del Chubut       | Trelew Rugby Club          | Trelew                | Chubut          |
| Unión Entrerriana de Rugby                | Club Tilcara               | Paraná                | Entre Ríos      |
| Unión Santiagueña de Rugby                | Old Lions                  | Santiago del Estero   | Sgo. del Estero |

## Formato
El formato del torneo tuvo algunos cambios respecto a la edición anterior. La cantidad de equipos aumento de 32 a 40, con ocho equipos provenientes de la Unión de Rugby de Buenos Aires y treinta y dos equipos provenientes de las otras uniones provinciales. Los ocho nuevos cupos fueron destinados a las uniones del interior: las uniones de Córdoba, Mendoza, Rosario y Tucumán pasaron de 2 a 3 cupos cada una; mientras que las uniones de Mar del Plata, Chaco-Corrientes, San Juan y Santa Fe pasaron de 1 a 2 cupos cada una. 
Los 32 equipos de las denominadas uniones del interior disputaron la primera y segunda rueda a eliminación directa, con los ocho equipos vencedores clasificando a la tercera rueda del torneo. 
Los ocho equipos provenientes de la URBA clasificaron directamente a la tercera rueda, donde fueron emparejados con los ocho ganadores de la segunda rueda. A partir de esta etapa el torneo se resolvió con un tradicional sistema a eliminación directa: octavos, cuartos, semifinales y final.

## Partidos

### Primera rueda
Tucumán Rugby Club decidió no disputar su encuentro de la primera rueda ante Universitario de Salta por discrepancias con los aspectos organizativos del torneo y se le dio el partido por perdido.
| 5 de octubre | Córdoba Athletic Club | 43 - 28 | UNSJ |  |  |

| 5 de octubre | Aguará RHC | 11 - 71 | Universitario (SF) |  |  |

| 5 de octubre | San Juan Rugby Club | 8 - 17 | Los Tarcos |  |  |

| 5 de octubre | Los Miuras | 11 - 53 | Marista |  |  |

| 5 de octubre | Atlético Chascomús | 26 - 62 | Gimnasia y Esgrima (R) |  |  |

| 5 de octubre | Estudiantes de Olavarría | 21 - 78 | Mar del Plata Club |  |  |

| 5 de octubre | Trelew Rugby Club | 38 - 5 | San Jorge Rugby Club |  |  |

| 5 de octubre | Roca Rugby Club | 15 - 28 | Liceo |  |  |

| 5 de octubre | Old Lions | 15 - 25 | Natación y Gimnasia |  |  |

| 5 de octubre | Pueyrredón Rugby Club | 15 - 18 | Los Tordos |  |  |

| 5 de octubre | Jockey Club de Rosario | 39 - 18 | Aranduroga |  |  |

| 5 de octubre | Club Tilcara | 19 - 49 | Tala |  |  |

| 5 de octubre | Universitario (S) | w.o. | Tucumán Rugby Club |  |  |

| 5 de octubre | Sociedad Sportiva | 15 - 41 | La Tablada |  |  |

| 5 de octubre | Centro de Cazadores | 18 - 22 | Taragüy |  |  |

| 5 de octubre | Santa Fe Rugby Club | 23 - 20 | Duendes |  |  |

### Segunda rueda
| 12 de octubre | Córdoba Athletic Club | 31 - 29 | Universitario (SF) |  |  |

| 12 de octubre | Los Tarcos | 28 - 33 | Marista |  |  |

| 12 de octubre | Gimnasia y Esgrima (R) | 55 - 18 | Mar del Plata Club |  |  |

| 12 de octubre | Trelew Rugby Club | 6 - 58 | Liceo |  |  |

| 12 de octubre | Natación y Gimnasia | 36 - 30 | Los Tordos |  |  |

| 12 de octubre | Jockey Club de Rosario | 29 - 45 | Tala |  |  |

| 12 de octubre | Universitario (S) | 34 - 44 | La Tablada |  |  |

| 12 de octubre | Taragüy | 11 - 15 | Santa Fe Rugby Club |  |  |

|  | Tercera rueda      | Tercera rueda      | Tercera rueda    |                  |            | Cuartos de final | Cuartos de final | Cuartos de final |  |                 | Semifinales     | Semifinales   | Semifinales   |  |       | Final          | Final          | Final          |  |
|  | 19 de octubre      | 19 de octubre      | 19 de octubre    |                  |            | 26 de octubre    | 26 de octubre    | 26 de octubre    |  |                 | 30 de octubre   | 30 de octubre | 30 de octubre |  |       | 2 de noviembre | 2 de noviembre | 2 de noviembre |  |
|  |                    |                    |                  |                  |            |                  |                  |                  |  |                 |                 |               |               |  |       |                |                |                |  |
|  |                    |                    |                  |                  |            |                  |                  |                  |  |                 |                 |               |               |  |       |                |                |                |  |
|  | Córdoba AC         | Córdoba AC         | 33               |                  |            |                  |                  |                  |  |                 |                 |               |               |  |       |                |                |                |  |
|  | Córdoba AC         | Córdoba AC         | 33               |                  |            |                  |                  |                  |  |                 |                 |               |               |  |       |                |                |                |  |
|  | La Plata RC        | La Plata RC        | 22               |                  |            |                  |                  |                  |  |                 |                 |               |               |  |       |                |                |                |  |
|  | La Plata RC        | La Plata RC        | 22               |                  | Córdoba AC | Córdoba AC       | 30               |                  |  |                 |                 |               |               |  |       |                |                |                |  |
|  |                    |                    |                  |                  | Córdoba AC | Córdoba AC       | 30               |                  |  |                 |                 |               |               |  |       |                |                |                |  |
|  |                    |                    | San Isidro Club  | San Isidro Club  | 50         |                  |                  |                  |  |                 |                 |               |               |  |       |                |                |                |  |
|  | Gim. y Esgrima (R) | Gim. y Esgrima (R) | San Isidro Club  | San Isidro Club  | 50         | 21               |                  |                  |  |                 |                 |               |               |  |       |                |                |                |  |
|  | Gim. y Esgrima (R) | Gim. y Esgrima (R) |                  |                  |            |                  |                  |                  |  |                 |                 |               |               |  |       |                |                |                |  |
|  | San Isidro Club    | San Isidro Club    | 35               |                  |            |                  |                  |                  |  |                 |                 |               |               |  |       |                |                |                |  |
|  | San Isidro Club    | San Isidro Club    | 35               |                  |            |                  |                  |                  |  | San Isidro Club | San Isidro Club | 23            |               |  |       |                |                |                |  |
|  |                    |                    |                  |                  |            |                  |                  |                  |  | San Isidro Club | San Isidro Club | 23            |               |  |       |                |                |                |  |
|  |                    |                    | Hindú            | Hindú            | 27         |                  |                  |                  |  |                 |                 |               |               |  |       |                |                |                |  |
|  | La Tablada         | La Tablada         | Hindú            | Hindú            | 27         | 24               |                  |                  |  |                 |                 |               |               |  |       |                |                |                |  |
|  | La Tablada         | La Tablada         |                  |                  |            |                  |                  |                  |  |                 |                 |               |               |  |       |                |                |                |  |
|  | Hindú              | Hindú              | 29               |                  |            |                  |                  |                  |  |                 |                 |               |               |  |       |                |                |                |  |
|  | Hindú              | Hindú              | 29               |                  | Hindú      | Hindú            | 74               |                  |  |                 |                 |               |               |  |       |                |                |                |  |
|  |                    |                    |                  |                  | Hindú      | Hindú            | 74               |                  |  |                 |                 |               |               |  |       |                |                |                |  |
|  |                    |                    | Nat. y Gimnasia  | Nat. y Gimnasia  | 22         |                  |                  |                  |  |                 |                 |               |               |  |       |                |                |                |  |
|  | Nat. y Gimnasia    | Nat. y Gimnasia    | Nat. y Gimnasia  | Nat. y Gimnasia  | 22         | 26               |                  |                  |  |                 |                 |               |               |  |       |                |                |                |  |
|  | Nat. y Gimnasia    | Nat. y Gimnasia    |                  |                  |            |                  |                  |                  |  |                 |                 |               |               |  |       |                |                |                |  |
|  | Regatas BV         | Regatas BV         | 22               |                  |            |                  |                  |                  |  |                 |                 |               |               |  |       |                |                |                |  |
|  | Regatas BV         | Regatas BV         | 22               |                  |            |                  |                  |                  |  |                 |                 |               |               |  | Hindú | Hindú          | 22             |                |  |
|  |                    |                    |                  |                  |            |                  |                  |                  |  |                 |                 |               |               |  | Hindú | Hindú          | 22             |                |  |
|  |                    |                    | Alumni           | Alumni           | 11         |                  |                  |                  |  |                 |                 |               |               |  |       |                |                |                |  |
|  | Santa Fe RC        | Santa Fe RC        | Alumni           | Alumni           | 11         | 14               |                  |                  |  |                 |                 |               |               |  |       |                |                |                |  |
|  | Santa Fe RC        | Santa Fe RC        |                  |                  |            |                  |                  |                  |  |                 |                 |               |               |  |       |                |                |                |  |
|  | CASI               | CASI               | 25               |                  |            |                  |                  |                  |  |                 |                 |               |               |  |       |                |                |                |  |
|  | CASI               | CASI               | 25               |                  | CASI       | CASI             | 9                |                  |  |                 |                 |               |               |  |       |                |                |                |  |
|  |                    |                    |                  |                  | CASI       | CASI             | 9                |                  |  |                 |                 |               |               |  |       |                |                |                |  |
|  |                    |                    | Alumni           | Alumni           | 21         |                  |                  |                  |  |                 |                 |               |               |  |       |                |                |                |  |
|  | Tala               | Tala               | Alumni           | Alumni           | 21         | 27               |                  |                  |  |                 |                 |               |               |  |       |                |                |                |  |
|  | Tala               | Tala               |                  |                  |            |                  |                  |                  |  |                 |                 |               |               |  |       |                |                |                |  |
|  | Alumni             | Alumni             | 33               |                  |            |                  |                  |                  |  |                 |                 |               |               |  |       |                |                |                |  |
|  | Alumni             | Alumni             | 33               |                  |            |                  |                  |                  |  | Alumni          | Alumni          | 55            |               |  |       |                |                |                |  |
|  |                    |                    |                  |                  |            |                  |                  |                  |  | Alumni          | Alumni          | 55            |               |  |       |                |                |                |  |
|  |                    |                    | Liceo            | Liceo            | 33         |                  |                  |                  |  |                 |                 |               |               |  |       |                |                |                |  |
|  | Liceo              | Liceo              | Liceo            | Liceo            | 33         | 36               |                  |                  |  |                 |                 |               |               |  |       |                |                |                |  |
|  | Liceo              | Liceo              |                  |                  |            |                  |                  |                  |  |                 |                 |               |               |  |       |                |                |                |  |
|  | Buenos Aires CRC   | Buenos Aires CRC   | 26               |                  |            |                  |                  |                  |  |                 |                 |               |               |  |       |                |                |                |  |
|  | Buenos Aires CRC   | Buenos Aires CRC   | 26               |                  | Liceo      | Liceo            | 19               |                  |  |                 |                 |               |               |  |       |                |                |                |  |
|  |                    |                    |                  |                  | Liceo      | Liceo            | 19               |                  |  |                 |                 |               |               |  |       |                |                |                |  |
|  |                    |                    | Atl. del Rosario | Atl. del Rosario | 18         |                  |                  |                  |  |                 |                 |               |               |  |       |                |                |                |  |
|  | Marista            | Marista            | Atl. del Rosario | Atl. del Rosario | 18         | 20               |                  |                  |  |                 |                 |               |               |  |       |                |                |                |  |
|  | Marista            | Marista            |                  |                  |            |                  |                  |                  |  |                 |                 |               |               |  |       |                |                |                |  |
|  | Atl. del Rosario   | Atl. del Rosario   | 29               |                  |            |                  |                  |                  |  |                 |                 |               |               |  |       |                |                |                |  |
|  | Atl. del Rosario   | Atl. del Rosario   | 29               |                  |            |                  |                  |                  |  |                 |                 |               |               |  |       |                |                |                |  |
|  |                    |                    |                  |                  |            |                  |                  |                  |  |                 |                 |               |               |  |       |                |                |                |  |

### Tercera rueda
| 19 de octubre | Córdoba Athletic Club | 33 - 22 | La Plata Rugby Club |  |  |

| 19 de octubre | Gimnasia y Esgrima (R) | 21 - 35 | San Isidro Club |  |  |

| 19 de octubre | La Tablada | 24 - 29 | Hindú |  |  |

| 19 de octubre | Natación y Gimnasia | 26 - 22 | Regatas Bella Vista |  |  |

| 19 de octubre | Santa Fe Rugby Club | 14 - 25 | CASI |  |  |

| 19 de octubre | Tala | 27 - 33 | Alumni |  |  |

| 19 de octubre | Liceo | 36 - 26 | Buenos Aires CRC |  |  |

| 19 de octubre | Marista | 20 - 29 | Atlético del Rosario |  |  |

### Cuartos de final
| 26 de octubre | Córdoba Athletic Club | 30 - 50 | San Isidro Club |  |  |

| 26 de octubre | Hindú | 74 - 22 | Natación y Gimnasia |  |  |

| 26 de octubre | CASI | 9 - 21 | Alumni |  |  |

| 26 de octubre | Liceo | 19 - 18 | Atlético del Rosario |  |  |

### Semifinales
| 30 de octubre | San Isidro Club | 23 - 27 | Hindú |  |  |

| 30 de octubre | Alumni | 55 - 33 | Liceo |  |  |

### Final
| 2 de noviembre | Hindú | 22 - 11 | Alumni |                                         |                                         |
|                |       | Reporte |        | Árbitro(s): Pablo Deluca (Buenos Aires) | Árbitro(s): Pablo Deluca (Buenos Aires) |

| Bandera de la Provincia de Buenos Aires |
| Hindú Campeón                           |
| Primer título                           |